# Universidad de Economía y Negocio de Atenas

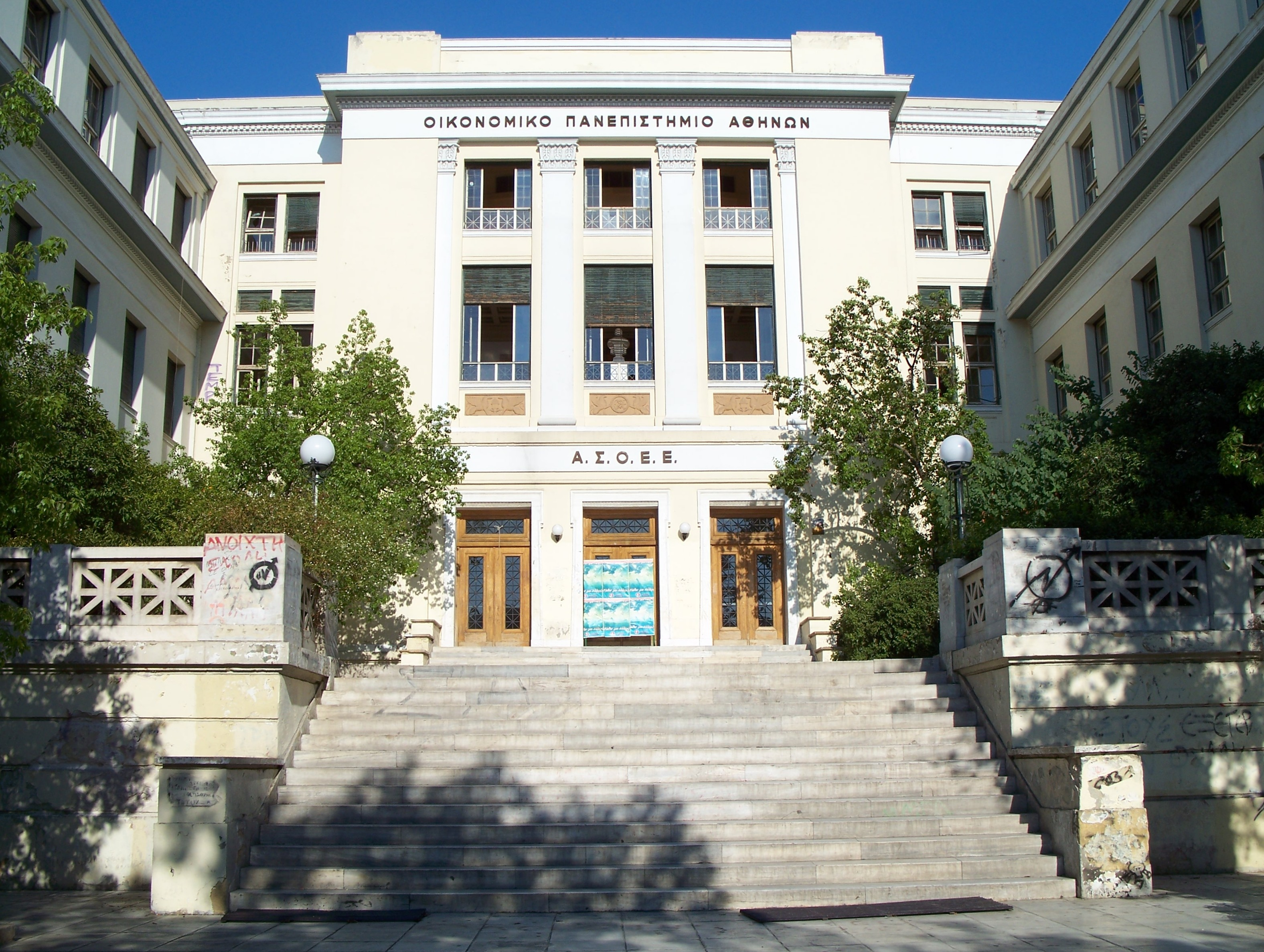
Edificio principal de La Universidad Económica de Atenas, situado en el centro de Atenas.

La Universidad de Economía y Negocio de Atenas fue fundada en 1920 en Atenas, Grecia.

## Introducción
Antes era conocida en Grecia como ASOEE: "Ανωτάτη Σχολή Οικονομικών και Εμπορικών Επιστημών (ΑΣΟΕΕ), Anotati Sholi Oikonomikon kai Eborikon Epistimon (ASOEE)".
Hoy su nombre en Griego es: "Οικονομικό Πανεπιστήμιο Αθηνών (ΟΠΑ), Oikonomiko Panepistimio Athinon (OPA)". Sin embargo, el público general todavía refiere a lo como ASOEE.
El primer nombre de la universidad después de su creación era "Escuela de Estudios Comercial de Ateneas", En 1926 fue renombrada como "Universidad de Economía y Negocio de Ateneas". 
Es la tercera institución más antigua de alta educación en Grecia, y la más antigua en temas de Economía  y Negocio.

## Reconocimiento Internacional
Der Spiegel da a la Universidad de Economía y Negocio de Atenas la posición 25 de todas universidades Europeas. El Journal of Econometric Theory da a la UENA la posición 48 internacional mente por la Econometría.

## Historia
- Antes de 1955: solo un único diploma: Economía y Negocio combinado.
- 1955: dos diploma ofrecido, un en Economía y otro en Negocio Administración.
- 1984: tres departamentos: Departamento de Economía, Departamento de Negocio Administración y el Departamento de Estadística y Informática.

## Carreras de Grados
- Negocio Administración
- Estudios de Economía Europea e Internacional
- Marketing y Comunicación
- Contabilidad y Finanzas
- Informática
- Estadística
- Gestión, Ciencia y Tecnología

## Carreras de Grado y doctorados
- Maestría y Doctorado en Economía
- MBA (Maestría en Administración de Negocios)
- Maestría y Doctorado en Estudios Económicos Internacionales y Europeos
- Maestría y Doctorado en Informática
- Maestría y Doctorado en Estadística
- Maestría y Doctorado en Marketing y Comunicación
- Maestría y Doctorado en Ciencia de la Decisión